# 直隸涿州戰鬥
直隸涿州戰鬥發生於1920年7月18日－20日，地點則是在中國直隸涿州。是北洋政府時期內戰之一，也是直皖戰爭最重要戰鬥。交戰兩方為直軍的王承斌及俗稱皖軍的定國軍段芝貴，雙方均派出數萬軍隊，最後，王承斌獲勝，並俘虜師長曲同豐，而另外十五師旅長張國溶投降，段芝貴與皖軍實際領導者段祺瑞勢力均嚴重消退。